# オーロラ郡
座標: 北緯43度43分 西経98度34分 / 北緯43.72度 西経98.57度
オーロラ郡（英: Aurora County）は、アメリカ合衆国のサウスダコタ州にある郡。2000年時点の人口は3,058人で、郡庁所在地はプランキントン (Plankinton)。

## 歴史
オーロラ郡は1879年2月22日にダコタ準州議会から設立され、ローマ神話の夜明けの女神のアウロラにちなんで名付けられた。その後、1881年に3人の郡の理事によって自治法が制定された。また、同年には周囲のクラギン郡（Cragin County）、ウェットモア郡（Wetmore County、その後1883年に分離して現在のジェロールド郡になった）と合併して8月29日に郡の委員会の初会合が開かれた。そこで郡庁所在地の名をプランキントンとすることを決議し、翌年の12月に有権者から承認された。

## 地理
アメリカ合衆国国勢調査局によると、この郡は総面積1,845 km2 (713 mi2) である。このうち1,834 km2 (708 mi2)が陸地で、11 km2 (4 mi2) が川や湖などの水地域である。総面積のうちの0.61%が水地域となっている。

### 郡区
この郡は下記の20郡区から成る。
| - オーロラ (Aurora) - ベルフォード (Belford) - ブリストル (Bristol) - センター (Center) - クーパー (Cooper) - クリスタルレイク (Crystal Lake) - ダッドリー (Dudley) - ユリーカ (Eureka) - ファイアスチール (Firesteel) - ゲイルズ (Gales) | - ホッパー (Hopper) - レイク (Lake) - パラティン (Palatine) - パッテン (Patten) - プランキントン (Plankinton) - プレザントレイク (Pleasant Lake) - プレザントバレー (Pleasant Valley) - トルーロ (Truro) - ワシントン (Washington) - ホワイトレイク (White Lake) |

### 幹線道路
- 州間高速道路90号線
- 国道281号線
- 州道42号線

### 隣接する郡
- ジェロールド郡（北）
- サンボーン郡（北東）
- デイビソン郡（東）
- ダグラス郡（南）
- チャールズミックス郡（南西）
- ブリュレ郡（西）

## 人口動静

2000年国勢調査時の郡の人口ピラミッド

2000年の国勢調査によると、オーロラ郡には3,058人、1,165世帯、及び816家族が暮らしている。人口密度は2/km2 (4/mi2) で、1/km2 (2/mi2) の平均的な密度に1,298軒の住居が建っている。この郡の人種の構成は白人95.68%、黒人（アフリカ系アメリカ人）0.29%、先住民1.93%、アジア系0.10%、その他の人種1.44%、および混血0.56%で、2.09%の人々がヒスパニックまたはラテン系である。郡の住民の48.0%がドイツ系、13.0%がオランダ系、6.9%がノルウェー系、6.6%がイングランド系、6.1%がアイルランド系、5.8%がアメリカ系移民の子孫である。
オーロラ郡に住む1,165世帯のうち、29.70%は18歳未満の子どもと暮らしており、61.30%は夫婦で生活している。5.00%は未婚の女性が世帯主であり、29.90%は家族以外の住人と同居している。28.20%は独居で、全世帯の14.70%は65歳以上の独居老人世帯である。1世帯あたりの平均人数は2.45人であり、家庭の場合は3.02人である。
郡の住民は27.60%が18歳未満の子どもで、18歳以上24歳以下が6.50%、25歳以上44歳以下が22.10%、45歳以上64歳以下が22.20%、および65歳以上が21.60%となっている。平均年齢は41歳である。女性100人に対して男性は104.30人いて、18歳以上の女性100人に対しては男性は98.80人いる。
郡の世帯ごとの平均収入は29,783米ドルで、家族ごとでは37,227米ドルである。男性の25,786米ドルに対して女性は21,250米ドルの平均的な収入がある。この郡の一人当たりの収入 (per capita income) は13,887米ドルである。総人口の11.40%、家族の7.80%は貧困線以下である。18歳未満の子どもの13.40%及び65歳以上の12.00%は貧困線以下の生活を送っている。

## 都市および町
- オーロラセンター (en:Aurora Center, South Dakota)
- プランキントン (en:Plankinton, South Dakota)
- スティックニー (en:Stickney, South Dakota)
- ストーラ (en:Storla, South Dakota)
- ホワイトレイク (en:White Lake, South Dakota)